# Знак Пошани (Київ)
Нагрудний знак «Знак Пошани» — нагрудний знак, встановлений рішенням Київської міської ради № 141/862 від 1 червня 2000 року.
Знак вручається мешканцям Києва, іноземним громадянам за значні особисті заслуги у розвитку економіки, бізнесу та соціальної сфери Києва, благодійну, гуманістичну і громадську діяльність.
Нагородження нагрудним знаком «Знак Пошани» проводиться через три роки після нагородження Почесною грамотою та оголошення Подяки Київського міського голови.